# Fleischwirtschaft (Zeitschrift)
Fleischwirtschaft (Eigenschreibweise: FLEISCHWIRTSCHAFT) ist eine internationale, monatlich herausgegebene Zeitschrift zum Thema Fleischwirtschaft von Fleischerzeugung bis zur Vermarktung. Sie erscheint monatlich in deutscher, je zweimal jährlich in russischer und chinesischer und sechsmal jährlich in englischer Sprache.
Die Zeitschrift ist offizielles Organ des Bundesverbands der Wurst- und Schinkenproduzenten e.V. und erscheint in der Verlagsgruppe Deutscher Fachverlag in Frankfurt am Main.

## Geschichte
Die Fleischwirtschaft wurde 1921 in Berlin gegründet und erscheint in der dfv Mediengruppe mit Sitz in Frankfurt am Main. Der wissenschaftliche Teil Fleischforschung und Entwicklung soll dem Austausch zwischen Forschung und Praxis dienen. Die Zeitschrift ist im Bereich der Agrarzeitung im Verlag angesiedelt.